# Pałac Ernsta Schöna w Sosnowcu
Pałac Schönów (przy ulicy Chemicznej) – neobarokowy pałac miejski w Sosnowcu, tzw.„ pałac ojca” lub „pałac główny” w Zespole Parkowo-Pałacowy Schöna.

## Opis

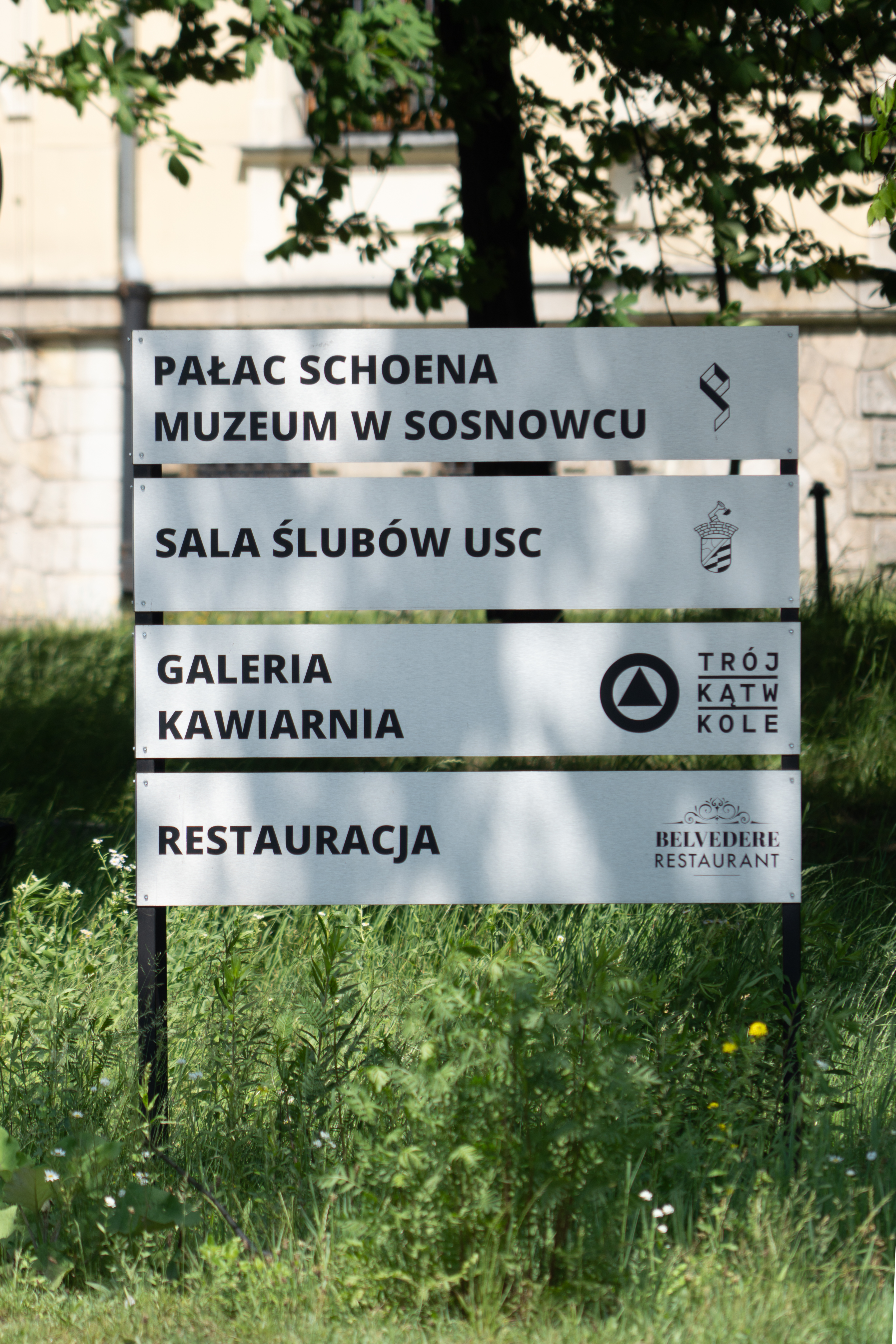

Okazały, reprezentacyjny pałac z 1885 r., należący niegdyś do fabrykanckiej rodziny Schönów, wzniesiony przez Ernsta Schöna, otoczony parkiem, wybudowany wzdłuż północnego krańca przędzalni czesankowej. Usytuowany jest na styku dzielnicy Pogoń i Środula, na lewym brzegu rzeki Czarna Przemsza. 
Obecnie w pałacu mieści się:
- Muzeum w Sosnowcu (od 1985)[3],
- sala reprezentacyjne Urzędu Stanu Cywilnego w Sosnowcu (od 1991 r.)[3],
- restauracja (od 1998 r.)[3],
- galeria, kawiarnia: Trójkąt w Kole

## Architektura
Pałac w stylu neobarokowym, usytuowany na planie czworoboku z basztami w trzech narożach. Posiada cztery kondygnacje, nakrywa go dach mansardowy, a baszty mają cebulaste hełmy. Na fasadach wyróżniają się tarasy podtrzymywane przez barokowe kolumny z piaskowca. Partię przyziemia zaznaczono kamienną okładziną. Elewacje bogato ozdobiono sztukaterią, wśród której przeważają liście i owoce dębu z monogramem "S". Widoczne są także płyciny dekorowane rocaille´ami i bogatymi girlandami. Na fasadzie spotykamy motyw ludzkiej twarzy, kartusze i hermy.
Pierwotnie fasada pałacu znajdowała się od strony kolei. W latach 40. XX w. przeniesiono ją na stronę południową, od strony fabryki, na miejsce wyburzonej okazałej oranżerii.
Obiekt był bardzo dobrze wyposażony i wyróżniał się gustownym wystrojem. Parter był zajęty przez pomieszczenia przeznaczone na spotkania towarzyskie oraz pokoje mieszkalne. Na pierwszym piętrze z jednej strony znajdowały się sypialnie i ubikacje, obok zaś prywatne pokoje właściciela pałacu. Po drugiej stronie parteru znajdowały się bogato wykończone pokoje dla gości. Drugie piętro zajmowały pokoje służby, częściowo pokoje gościnne oraz inne pomieszczenia gospodarcze.

## Galeria

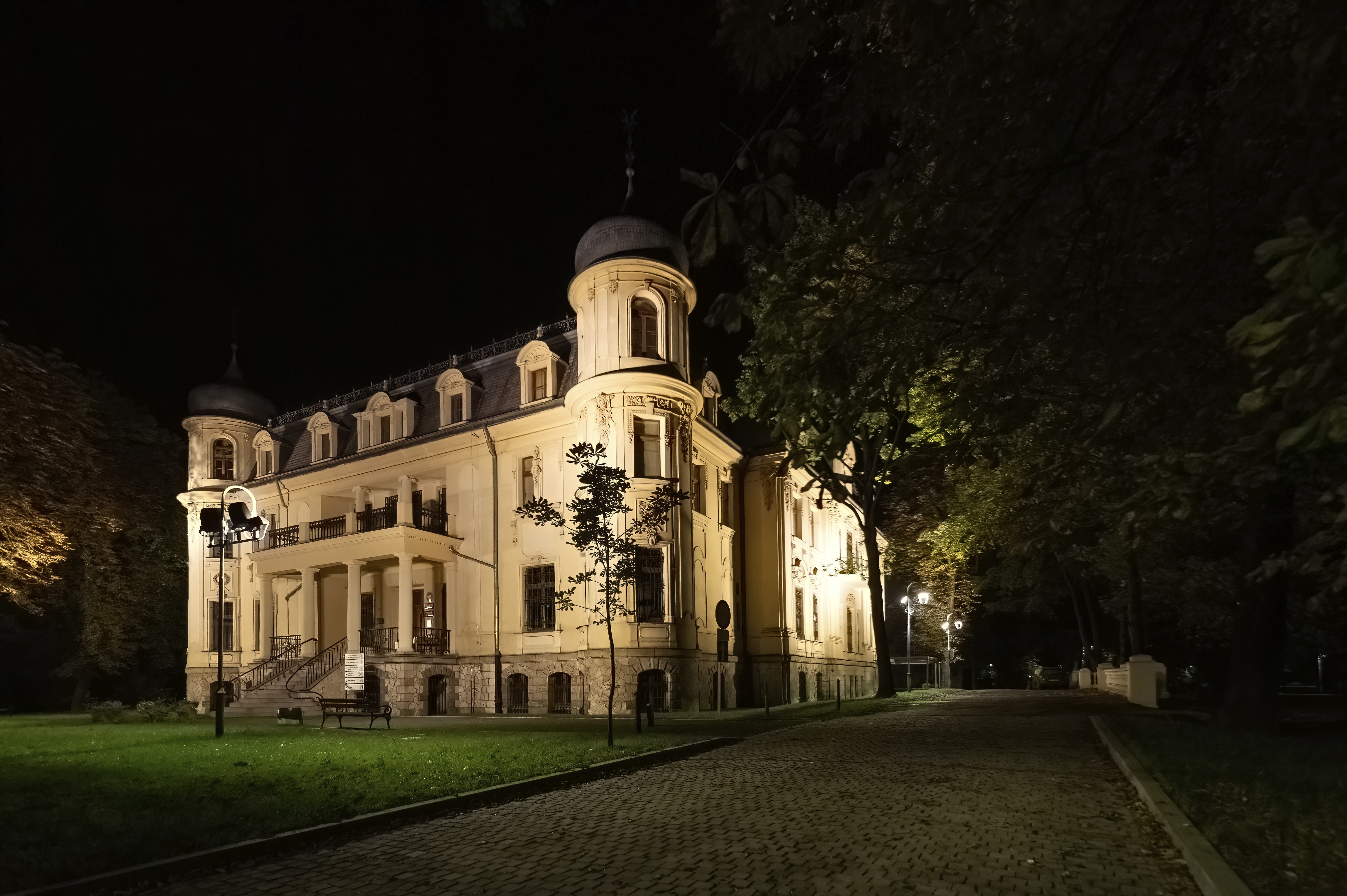
Pałac nocą
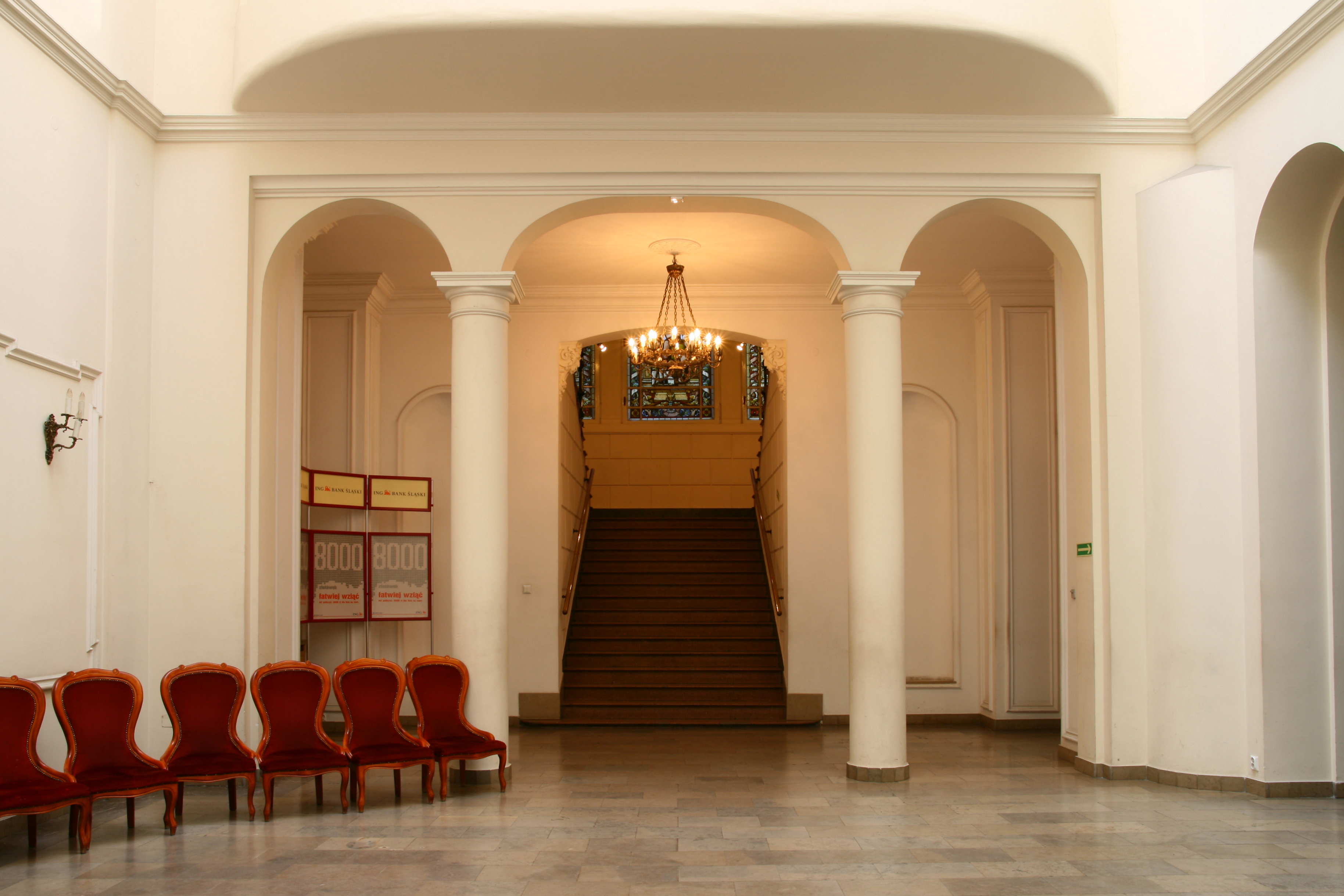
Wnętrze
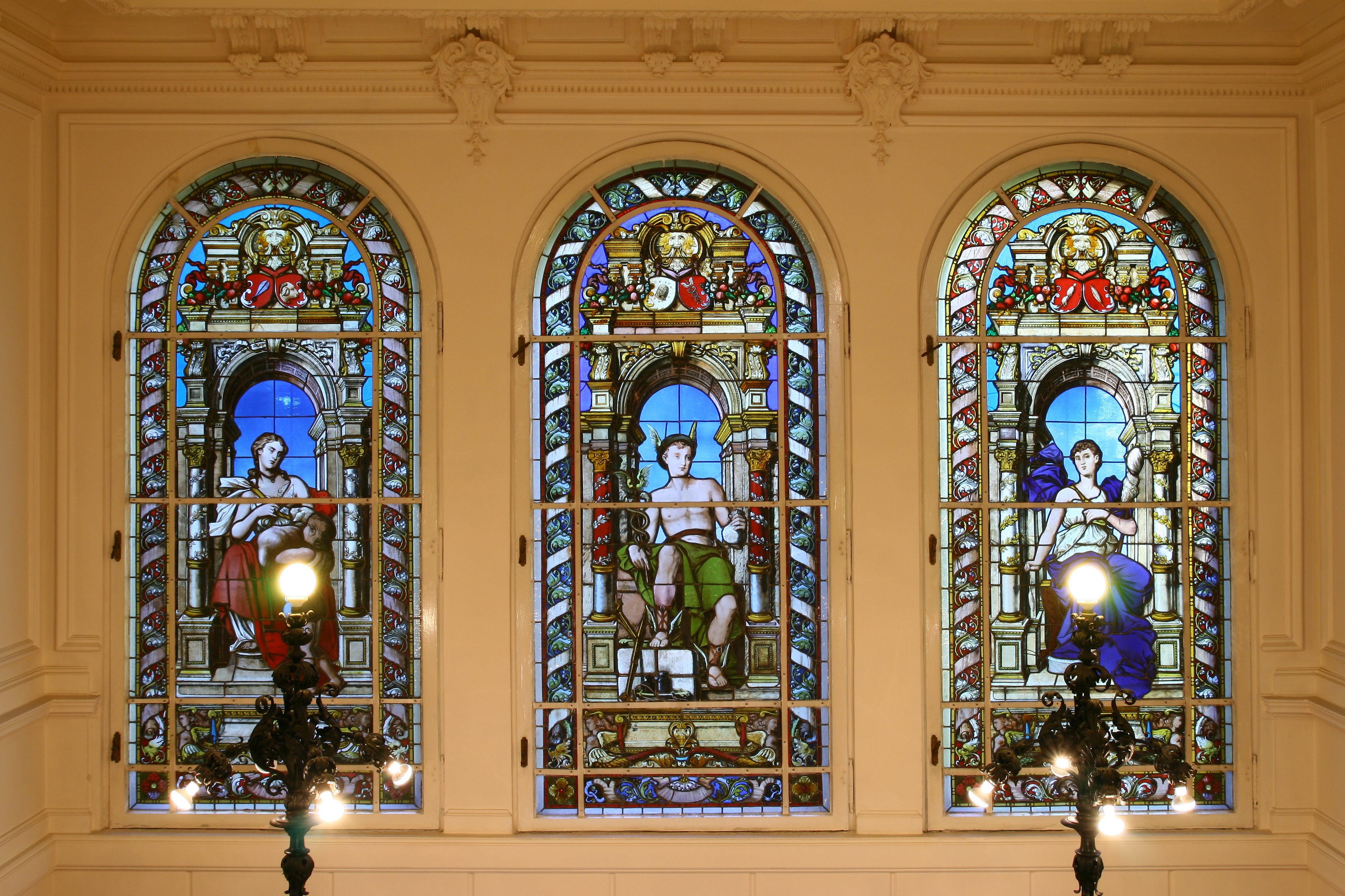
Witraże
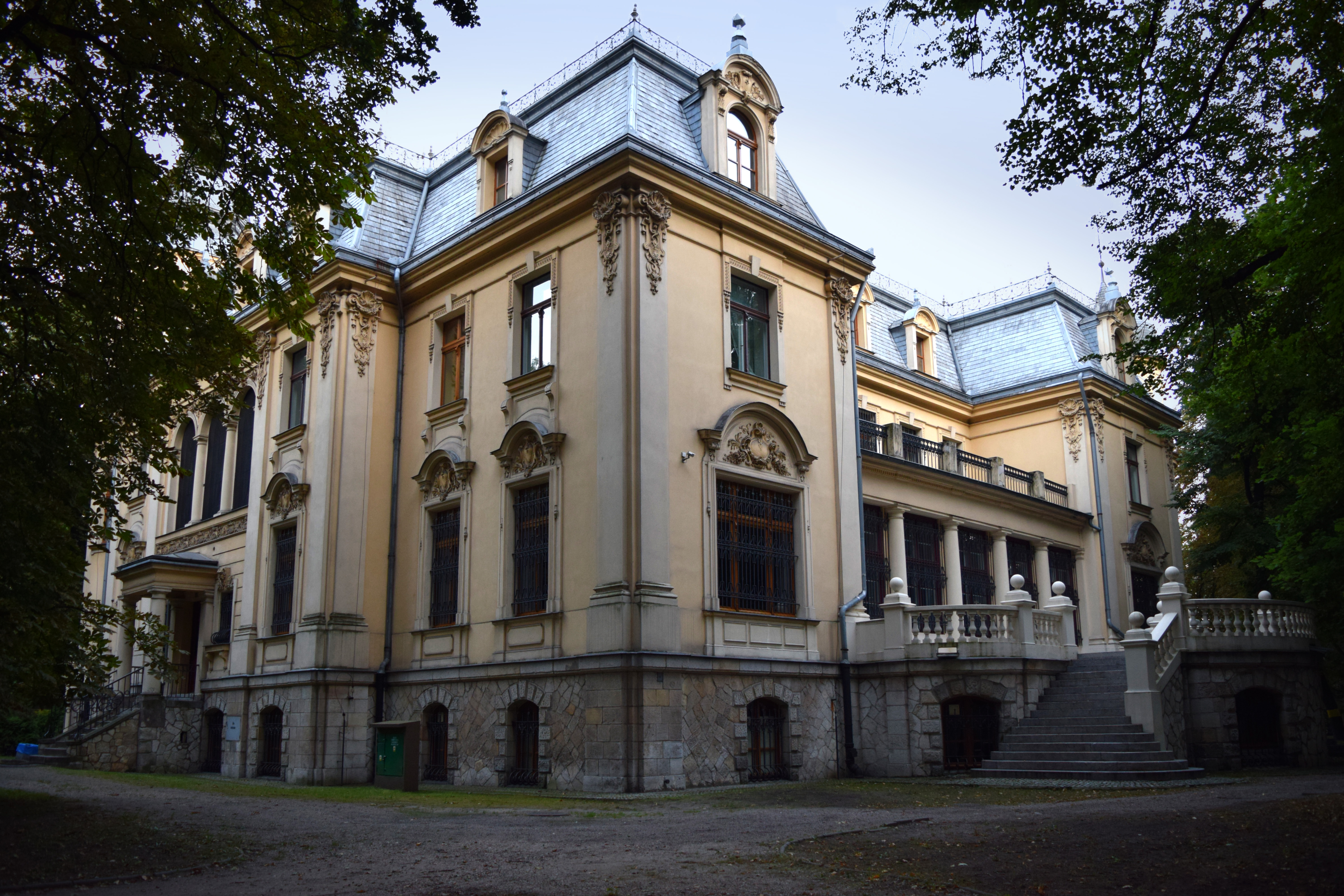
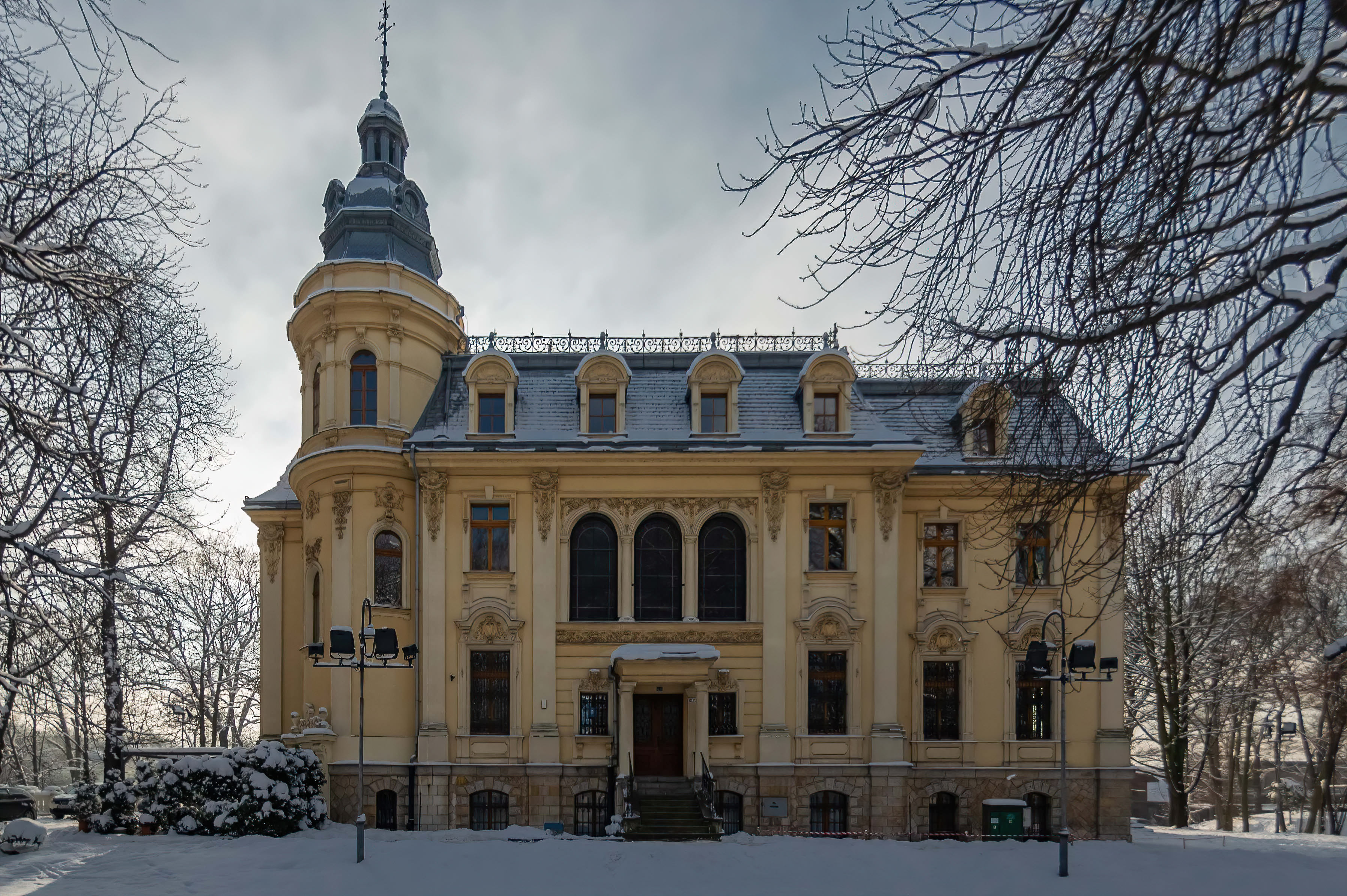
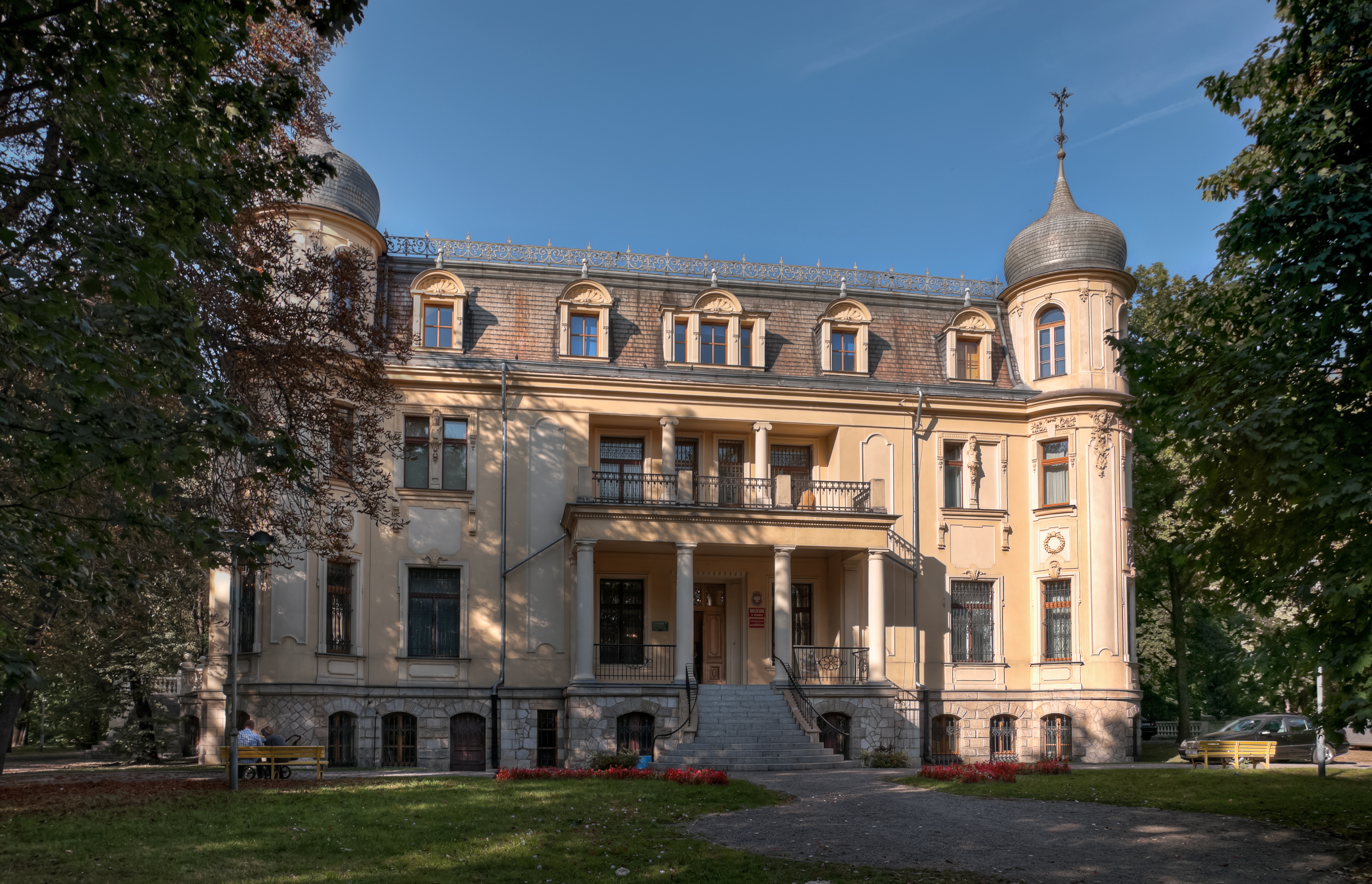
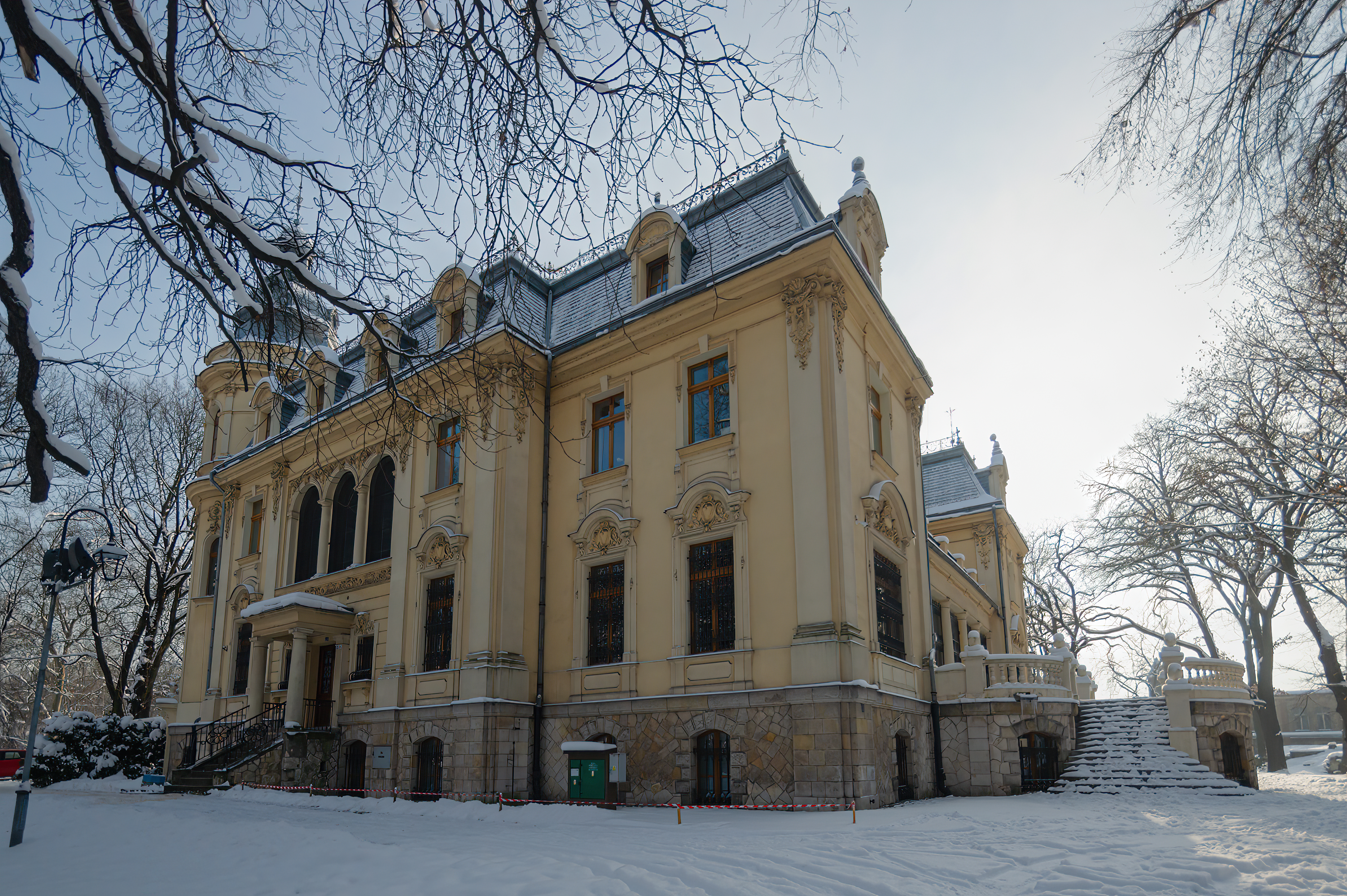